# Pycnogonum mucronatum
Pycnogonum mucronatum är en havsspindelart som beskrevs av Loman, J.C.C. 1908. Pycnogonum mucronatum ingår i släktet Pycnogonum och familjen Pycnogonidae. Inga underarter finns listade i Catalogue of Life.